# Lepidocolaptes lacrymiger
A Lepidocolaptes lacrymiger a madarak (Aves) osztályának verébalakúak (Passeriformes) rendjébe, valamint a fazekasmadár-félék (Furnariidae) családjába tartozó faj.

## Rendszerezése
A fajt Marc Athanase Parfait Oeillet Des Murs francia amatőr ornitológus írta le 1849-ben, a Dendrocolaptes nembe  Dendrocolaptes lacrymiger néven.

## Alfajai
- Lepidocolaptes lacrymiger aequatorialis (Menegaux, 1912)
- Lepidocolaptes lacrymiger bolivianus (Chapman, 1919)
- Lepidocolaptes lacrymiger carabayae Hellmayr, 1920
- Lepidocolaptes lacrymiger frigidus Meyer de Schauensee, 1951
- Lepidocolaptes lacrymiger lacrymiger (Des Murs, 1849)
- Lepidocolaptes lacrymiger lafresnayi (Cabanis & Heine, 1859)
- Lepidocolaptes lacrymiger sanctaemartae (Chapman, 1912)
- Lepidocolaptes lacrymiger sneiderni Meyer de Schauensee, 1945
- Lepidocolaptes lacrymiger warscewiczi (Cabanis & Heine, 1859)[2]

## Előfordulása
Bolívia, Kolumbia, Ecuador, Peru és Venezuela területén honos. Természetes élőhelyei a szubtrópusi és trópusi hegyi esőerdők és lombhullató erdők.

## Megjelenése
Testhossza 20 centiméter, testtömege 31-35 gramm. Barna a tollazata.

## Életmódja
Ízeltlábúakkal táplálkozik.

## Természetvédelmi helyzete
Az elterjedési területe nagyon nagy, egyedszáma pedig stabil. A Természetvédelmi Világszövetség Vörös listáján nem fenyegetett fajként szerepel.